# سیارک ۳۵۷

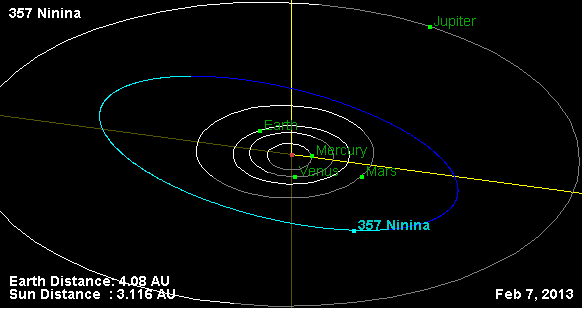
مدار سیارک ۳۵۷

سیارک ۳۵۷ (به انگلیسی: 357 Ninina، نامگذاری:1893J) سیصد و پنجاه و هفتمین سیارک کشف شده‌است که در ۱۱ فوریه ۱۸۹۳ و در نیس کشف شد.
قدر مطلق سیارک برابر ۸٫۷۲ است.